# Calle de Blasco de Garay
La calle de Blasco de Garay es una calle del distrito de Chamberí de Madrid. 

## Nombre
La calle está dedicada al marino e inventor del siglo xvi Blasco de Garay, que presentó a Carlos I un sistema de propulsión por rueda de vapor.

## Historia
Peñasco de la Puente y Cambronero detallaban que hacia 1889 la calle era de apertura moderna, y tenía su entrada por la calle Galileo y salida al campo. En el siglo xix formaba parte del barrio o núcleo de Vallehermoso; la escasa estima por las casas de corredor situadas en sus calles, además de la proximidad a diversos cementerios, dio mala fama a la zona en dicha época.

## Recorrido
Los números impares, del 1 al 71, pertenecen al barrio de Gaztambide (71), mientras que los pares, del 2 al 90, pertenecen al barrio de Arapiles (72).
Se sitúa entre la calle de Alberto Aguilera y la avenida de Filipinas, siendo su sentido de circulación para vehículos ese mismo. En su recorrido se cruza con las calles de  Alberto Aguilera, Rodríguez San Pedro, Meléndez Valdés, Fernando el Católico,  Pontevedra, Calle de Abdón Terradas, Fernández de los Ríos, Donoso Cortés, Joaquín María López, Cea Bermúdez y la avenida de Filipinas.

## Arquitectura
En ella se encuentra la iglesia del Santísimo Cristo de la Victoria, construida en 1946. También enfrente de la Iglesia se sitúa una de las fachadas del Centro Socio-Cultural Galileo, construido originalmente en 1898 como las antiguas cocheras de la Sociedad de Pompas Fúnebres, luego Funeraria Municipal. En los números 51-53 se encuentra el Convento de la Concepción Franciscana, construcción austera de 1889 por Juan Bautista Lázaro de Diego realizada en ladrillo rojo visto y destinada a convento de clausura y capilla. Su edificio anexo es el Monasterio de San José y Jesús María.